# Mättenberg

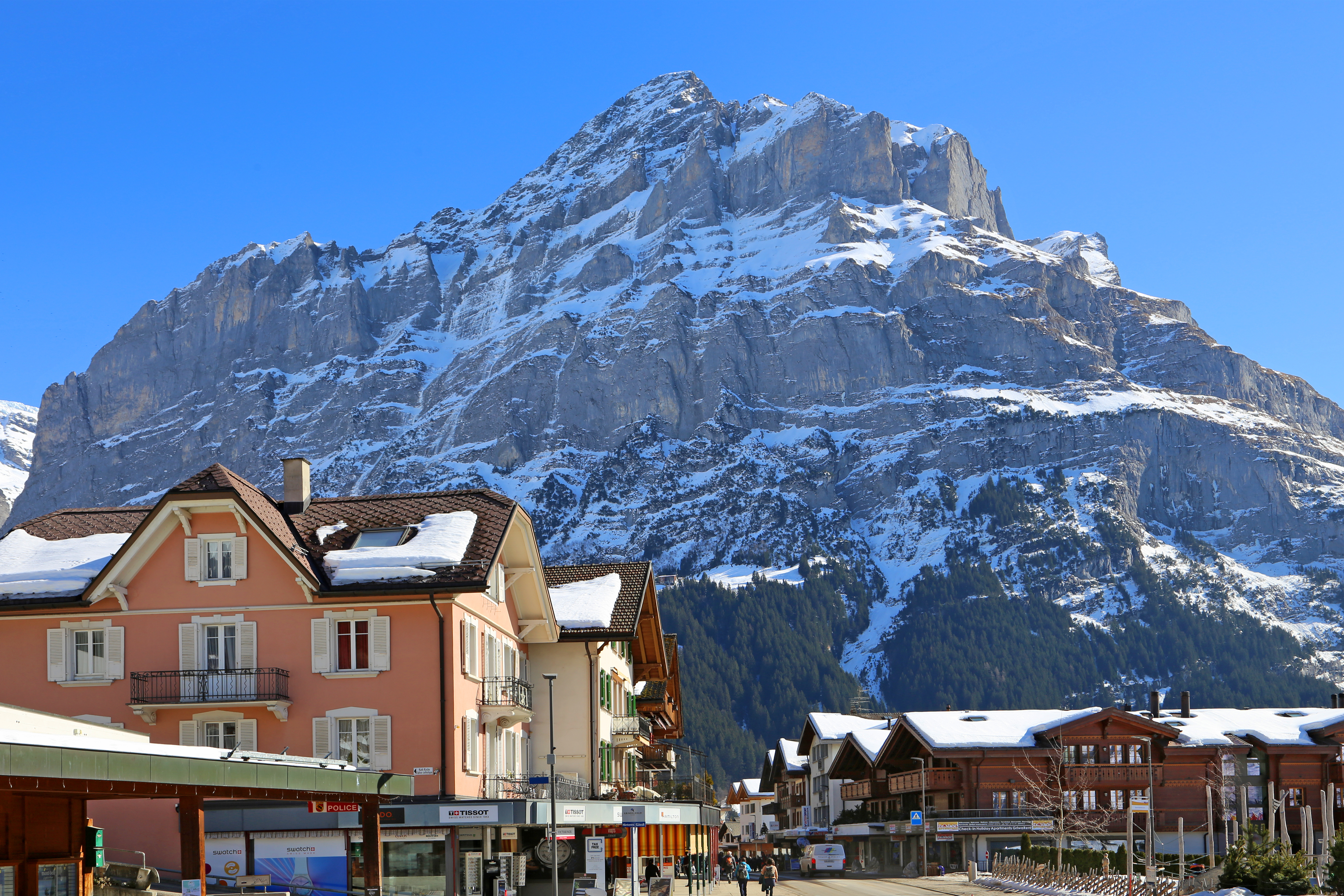
Mättenberg-Nordwand von Grindelwald gesehen

Der Mättenberg oder Mettenberg ist ein Berg in den Berner Alpen und hat eine Höhe von 3104 m ü. M. Der Berg liegt bei Grindelwald zwischen dem Wetterhorn und dem Oberen Grindelwaldgletscher im Nordosten sowie Unterem Grindelwaldgletscher und Eiger im Westen.

## Geographie
Zusammen mit Wetterhorn und Eiger bildet der Mättenberg den steilen, von hohen Felswänden geprägten Südrand des Grindelwalder Talkessels.
Da der Mättenberg in einer steilen Wand nach Norden abfällt, ist der Gipfel von Grindelwald aus nicht zu sehen. Ein 2924 m ü. M. hoher Vorgipfel liegt zudem rund 500 Meter nordwestlich des Gipfels. 
Der Mättenberg ist das nördliche Ende eines Höhenzugs, der sich vom Gipfel über rund zehn Kilometer über Ankenbälli (3160 m ü. M.), Gwächta (3163 m ü. M.), Klein Schreckhorn (3495 m ü. M.), Nässihorn (3743 m ü. M.), Schreckhorn (4078 m ü. M.), Lauteraarhorn (4042 m ü. M.), Klein Lauteraarhorn (3738 m ü. M.), Hugihorn (3647 m ü. M.) und Lauteraar Rothörner (3477 m ü. M.) nach Südosten zieht und dort zum Finsteraargletscher abfällt.
Auf der Nordostflanke des Mättenbergs liegt der Wächselgletscher.

## Geologie
Der Mättenberg besteht mehrheitlich im unteren Teil aus parautochtonem Malmkalk und im oberen Teil aus Gneis des Aarmassivs.
Im Rückzugsbereich des Oberen Grindelwaldgletschers wurde 1994 eine Höhle in der Kalkwand entdeckt. Die Milchbach-Höhle führt meist viel Wasser.

## Tourismus
Am Nordfuss des Berges verbindet eine Luftseilbahn das Dorf Grindelwald mit der Pfingstegg (1392 m ü. M.), ein Ausgangspunkt für Wanderungen und Hochgebirgstouren, unter anderem zur Bäregghütte an der Westflanke hoch über dem Unteren Grindelwaldgletscher und weiter zur Schreckhornhütte.
Am Wanderweg von der Pfingstegg zum Oberen Grindelwaldgletscher wurde im Jahr 2005 ein 150 Meter langer Tunnel eröffnet, der die Fussgänger vor Steinschlag im Gebiet der Breitlouwina schützt.
Oberer Grindelwaldgletscher sowie Unterer Grindelwaldgletscher mit Gletscherschlucht sind weitere Attraktionen am Fusse des Berges, die wie der Mättenberg zum UNESCO-Weltnaturerbe Schweizer Alpen Jungfrau-Aletsch gehören.

## Geschichte

### Erstbesteigung
Das Datum der Erstbesteigung ist nicht überliefert. Rudolf Beck berichtet von der Erstbegehung des Nordgrats am 19. August 1912 durch eine Viererseilschaft, der neben ihm auch der Bergführer Emil Steuri angehörte. Damals gab es beim Gipfel bereits ein trigonometrisches Signal.

### Klimawandel
Rund um den Mättenberg kann der Klimawandel deutlich wahrgenommen werden. Oberer und Unterer Grindelwaldgletscher haben sich weit zurückgezogen, Permafrostböden tauten auf. Dies hat insbesondere am Einschnitt zwischen Mättenberg und Eiger zu mehreren Erdrutschen und Steinschlägen geführt, beispielsweise zu grossen Muren im Frühling 2000 und Rutschungen im Sommer 2005. Die Stieregghütte beim Unteren Grindelwaldgletscher musste infolge letzterer aufgegeben werden.

## Medien
Der Mättenberg mit seinem markanten Felsturm am Ende des Nordgrats oberhalb des Oberen Grindelwaldgletschers – Nordturm oder nach dem Bergführer Emil Steuri Steurihorn genannt – ist zu Beginn eines der Station Idents des Schweizer Fernsehens SF 1 zu sehen.

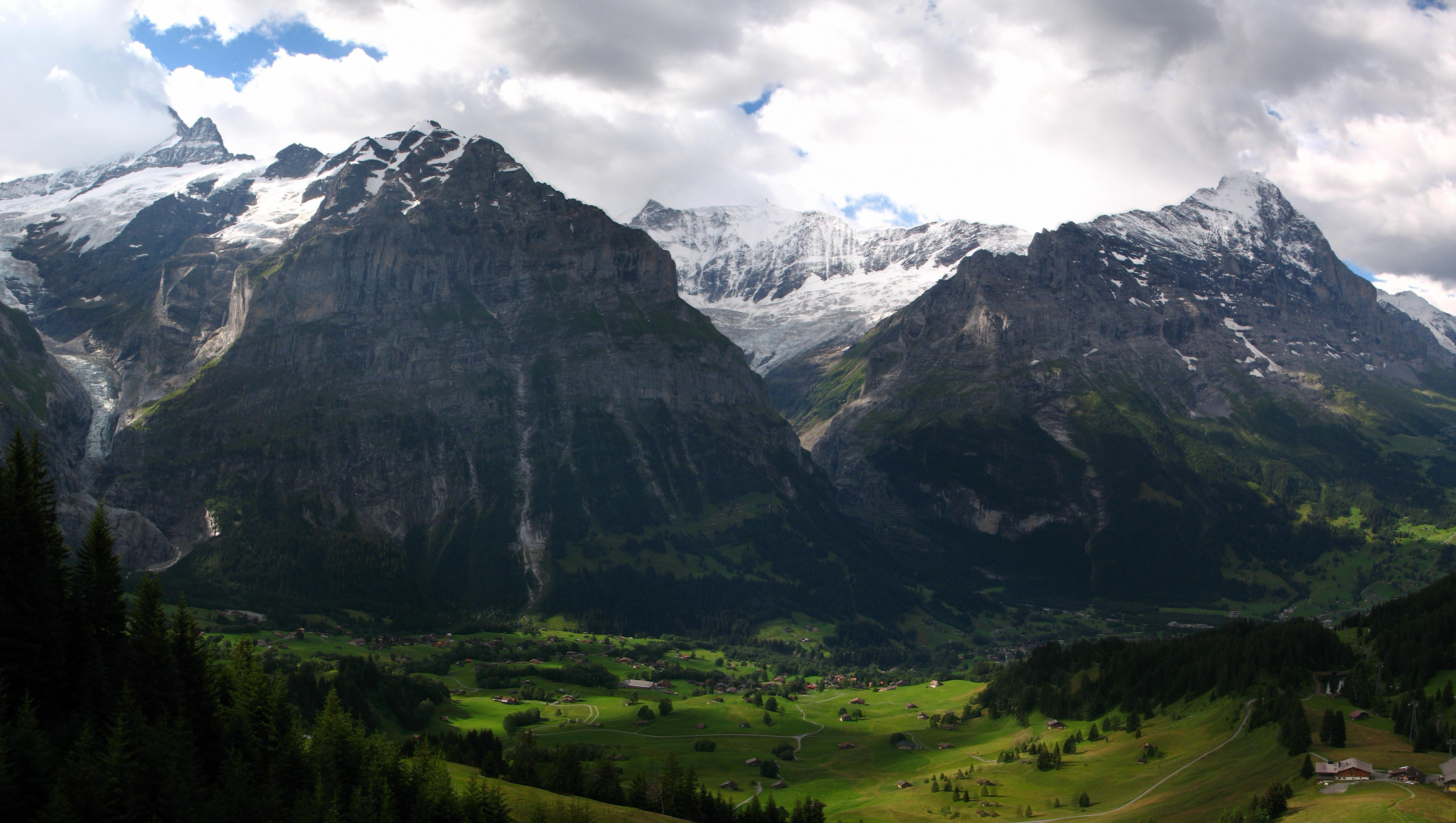
Mättenberg und Eiger